# エナメル上皮腫

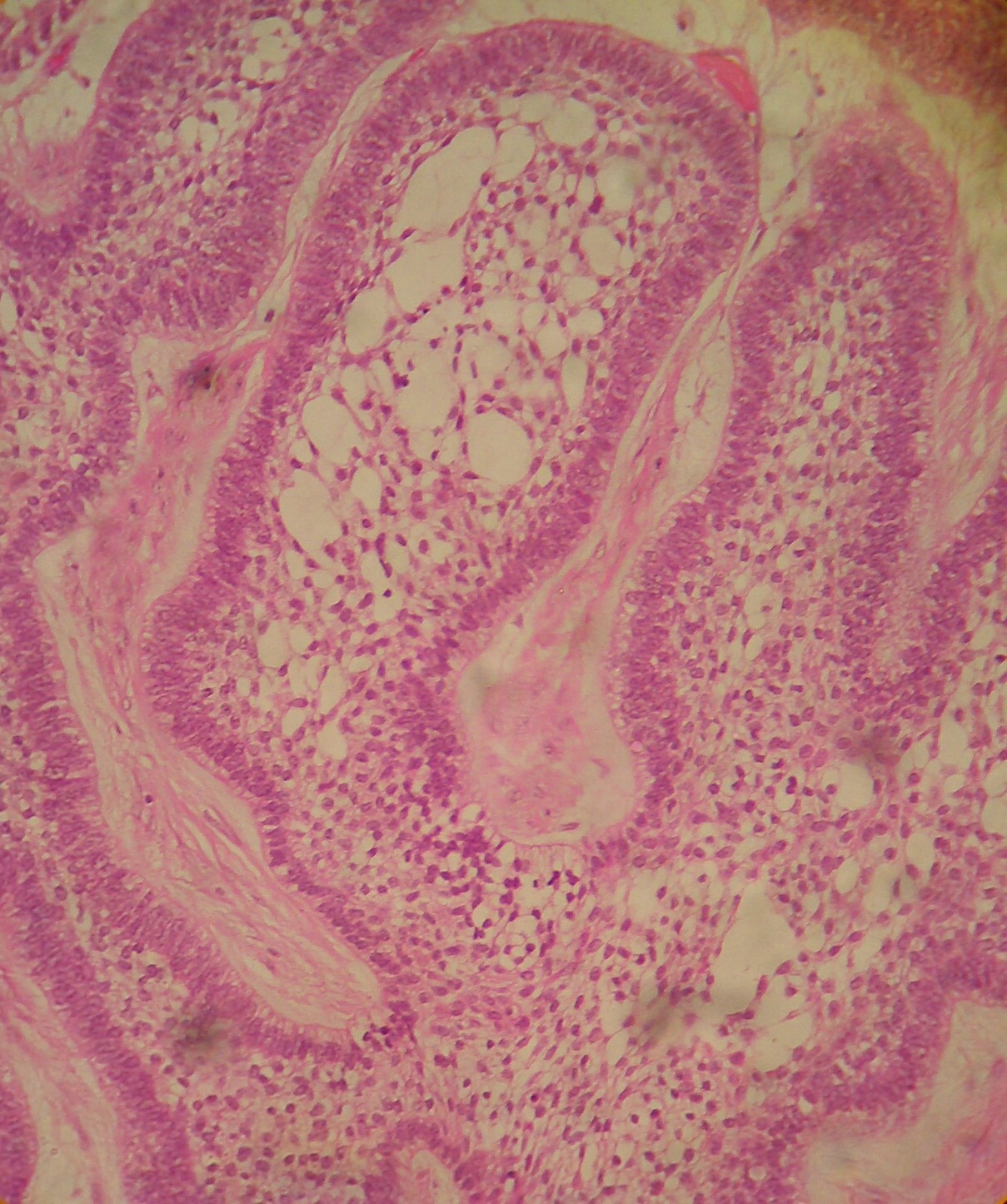
濾胞型の組織像

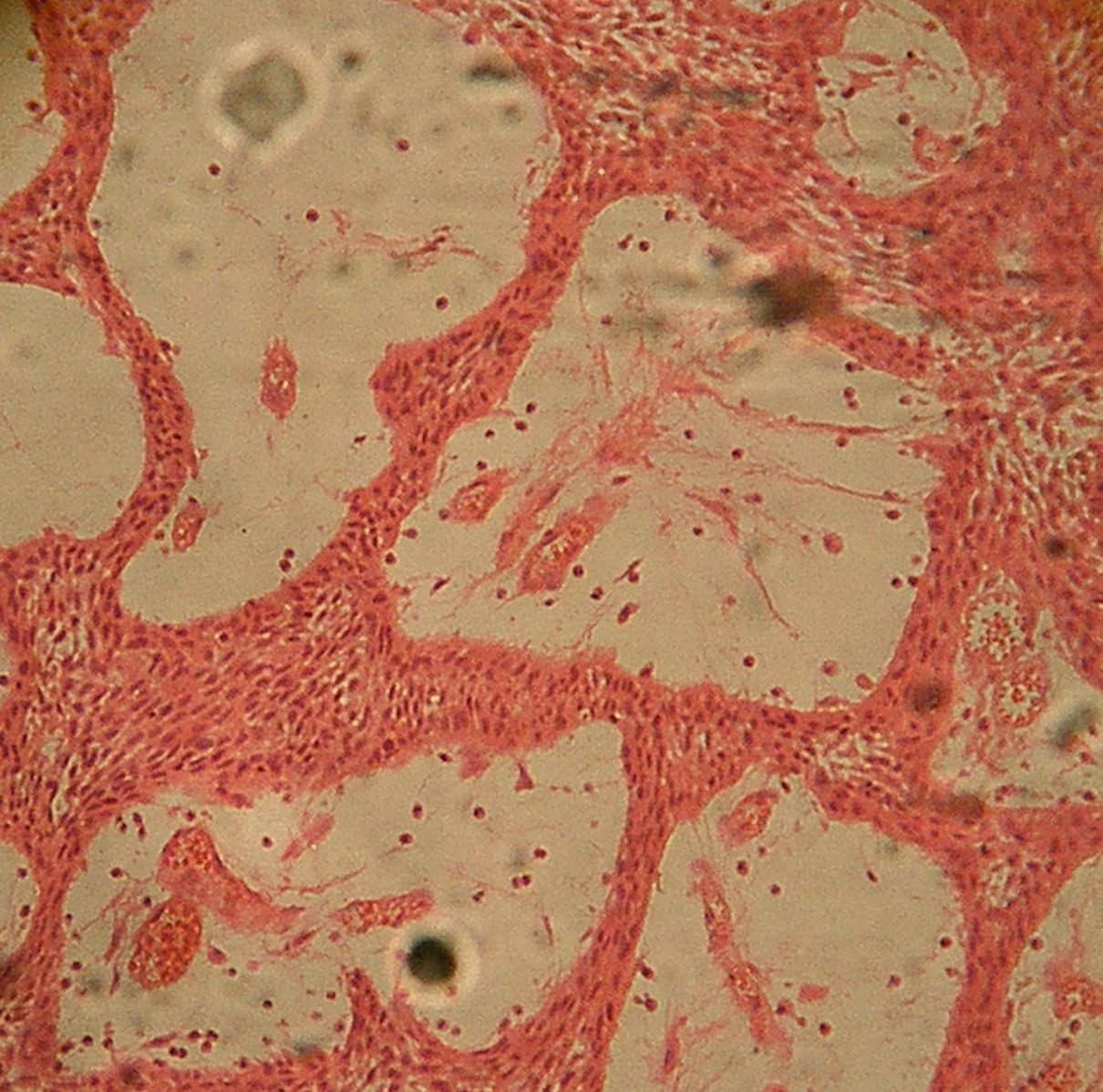
叢状型の組織像

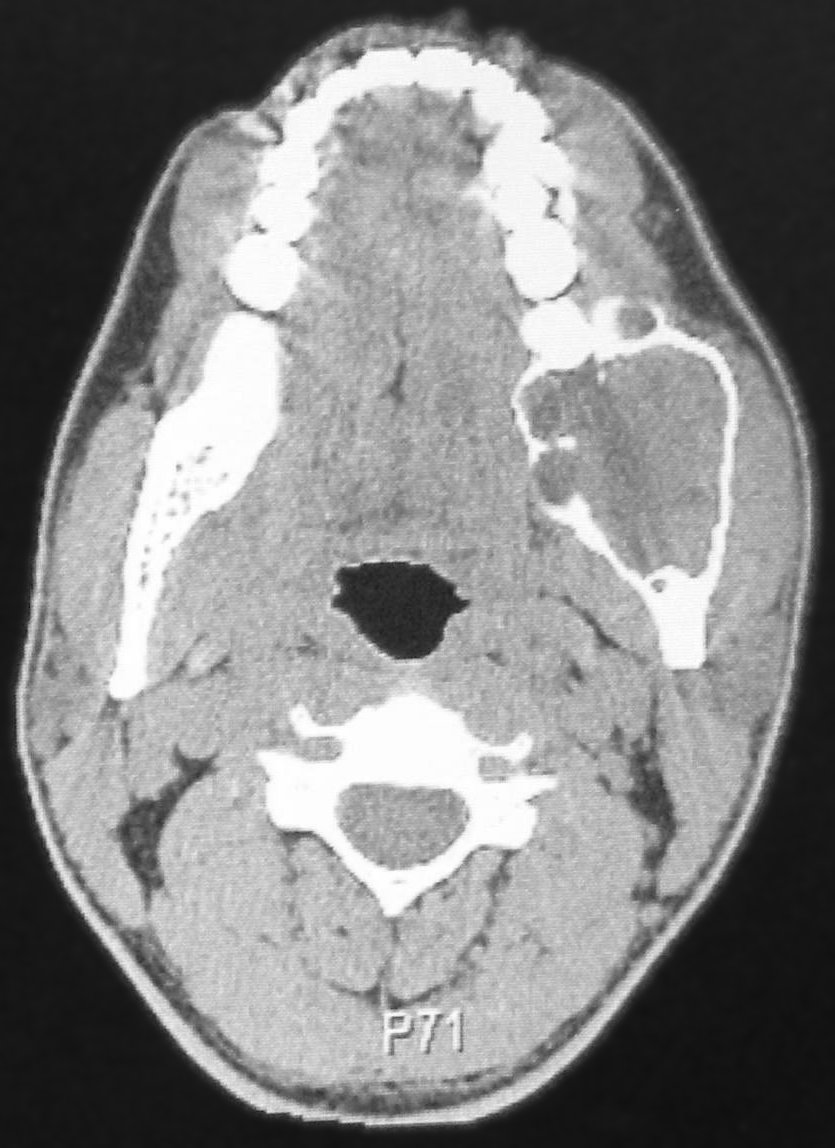

エナメル上皮腫（エナメルじょうひしゅ、英: Ameloblastoma）は、歯原性腫瘍の一種で、殆どは良性腫瘍であるがまれに悪性のもの（エナメル上皮癌）もある。良性でも再発や播種などを起こし治療に難渋することがある。実質はエナメル器に類似している。
歯原性腫瘍の中でもっとも多い腫瘍である。1827年にCusackによって報告され、1930年にIveyとChurchillによって現在の名前であるAmeloblastomaと命名された。
エナメル上皮腫は上皮性腫瘍であり、日本では十代から二十代の男性に好発する。主に下顎骨の大臼歯部に発生し、上顎骨に発生することは少ない。比較的まれではあるが、骨外性（歯肉）に発生することもある。濾胞型と叢状型があり、前者が多い。
まれに悪性のものや良性であっても管腔性に転移することがあり、成長が遅く増大しても症状に乏しいため顔面や顎骨に深刻な損傷を与えることがある。さらに、腫瘍細胞が骨組織に浸潤し破壊するので、治療のために広い範囲の外科切除が必要となることがある。皮膜様の構造も腫瘍実質であることがあり、広範囲に外科切除しても再発を繰り返すことがある。

## 分類
2005年のWHO分類より、亜型が明記されるようになった。

### 充実/多嚢胞型エナメル上皮腫
歯原性腫瘍の中で最も代表的な腫瘍で、つまりはエナメル上皮腫中でも最も代表的なものである。アジアにおいては歯原性腫瘍の約50%を占め、欧米では10-20%程度である。好発年齢は30-40歳（平均37歳）で、性差は男性の方がやや多い。80%以上が下顎に生じ、特に大臼歯部から下顎枝にかけて多い。顎骨中心性である。発育緩慢な顎骨の豊隆や、骨破壊性に発育する。皮質骨を穿孔し骨外に増殖することがあるなど、良性腫瘍にもかかわらず局所浸潤性を示す。エックス線像は、scallopingと呼ばれる多房性の骨破壊像を見せる。またしばしば埋伏歯を伴う。処置法によってはしばしば再発し、ごく稀に悪性化する。
さらに組織像的に濾胞型と叢状型にわけられ、濾胞型には棘細胞腫型と顆粒細胞型という細胞性亜型がある。

### 骨外型/周辺型エナメル上皮腫
エナメル上皮腫の2-10%程度の発生頻度である。エプーリス様に歯肉や歯槽粘膜に発生し、下顎の特に小臼歯・前歯部に後発である。性差としては男性が多く、好発年齢は平均52歳である。再発率は低い。

### 線維形成型エナメル上皮腫
エナメル上皮腫の約10%程度の発生頻度である。上下顎で発生頻度の差はなく、前歯部・小臼歯部に約80%が発生する。エナメル上皮腫としては非定形的なエックス線像を見せる。組織像としては、コラーゲン線維に富む間質中に索状から小さな島状の胞巣を示し、扁平上皮化生を伴う。再発率は充実型とほぼ同じ程度かやや低い。

### 単嚢胞型エナメル上皮腫
エナメル上皮腫の5-15%の発生頻度である。好発年齢は10-20歳代。下顎に90%以上が発生し、特に臼歯部に多い。80%以上が下顎埋伏の第3大臼歯と関係があり、含歯性嚢胞のようなエックス線透過像を示す。

## 症状
顎骨の無痛性の腫脹や変形、それに伴う歯の移動が見られる。進行すると骨が菲薄化するために羊皮紙様感や波動が確認できる。

## 診断と治療
診断基準や治療法については、一定の見解が得られておらず、それぞれの医療機関で実績を積み上げている。
一般的には顎骨の区域切除あるいは離断が多い。しかし、北海道大学を中心に行われている反復処置法が近年注目を集めている。
付近の歯根にてナイフカットと呼ばれる特徴的な吸収が見られる。